# أولاد الشعير (أولاد سبيطة)
أولاد الشعير هي إحدى مشيخات المملكة المغربية، تتبع جغرافيا لإقليم سيدي بنور وإداريًا لأولاد سبيطة. يقدر عدد سكانها بـ 2610 نسمة حسب الإحصاء الرسمي للسكان والسكنى لسنة 2004.